# ТЕС Пулбег
ТЕС Пулбег (ірл. Cumhachtstáisiún an Phoill Bhig) — теплова електростанція потужністю 470 МВт. розташована на штучному півострові Пулбег східніше Дубліна (столиця Ірландії). Станція комбінованого типу оснащена двома газовими турбінами потужністю 150 МВт кожна та  паровою тубіною потужністю 170 МВт. Експлуатується ірландською електропостачальною радою і виробляє близько 15% електроенергії від загального виробництва корпорації.

## Історія
У 1902 році було почато будівництво електростанції «Пиджен гаус» яка стала до ладу у 1903році й мала початкову потужність 3 МВт. У результаті кількох модернізацій потужність станції сягнула 90 МВт, що зробило її головним виробником електроенегії Дубліна до 1950-х років. Станцію було виведено з експлуатації в 1976 році.
У 1965 році ESB прийняте рішення про будівництво нової електростанції поруч з «Пиджен гаус». В 1971 році було збудовано два блоки електростанції «Пулбег» потужністю 120 МВт кожен, а 1978 став до ладу третій блок потужністю 270 МВт. Початково електростанція використовувала мазут як паливо, але у 1984 році усі три блоки було модернізовано для роботи на природному газі. Загальна потужність станції склала 510 МВт.
У  1994 та 1998 роках було збудовий блок з двома з газовими турбінами потужністю 150 МВт кожна, а в 2001 до них було під'єднано парову турбіну що блок  потужністю 170 МВт.
В 2010 році три старі блоки електростанції було зупинено. Продовжує працювати лише блок комбінованого типу потужністю 480 МВт.
Розробляється проект збільшення потужності станції на 70 МВт.

## Димарі Пулбег

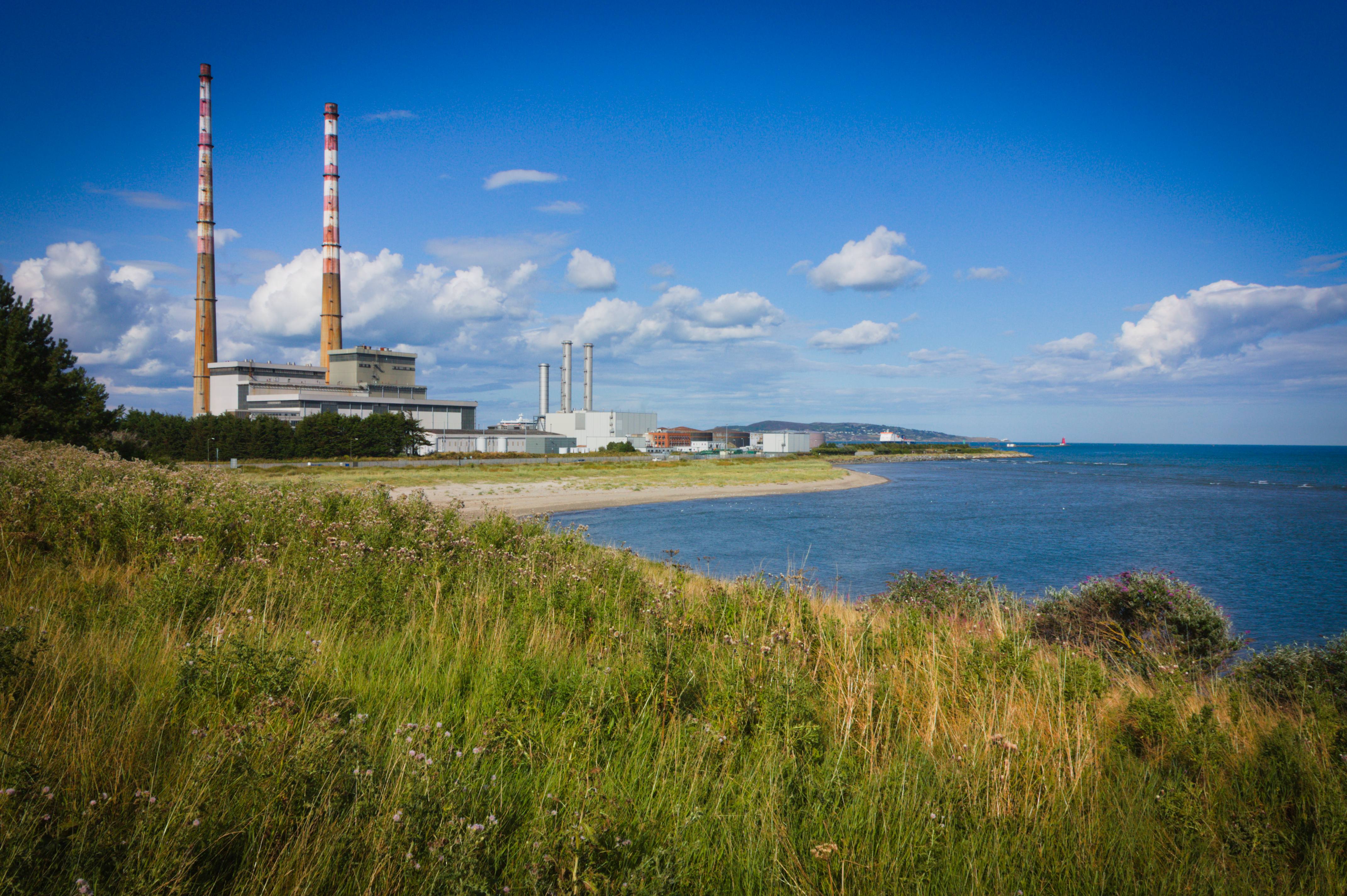
Димарі Пулбег

Два димарі були збудовані в 1969  і 1977 роках. Перший димар, що був з'єднаний з першим та другим блоком, має висоту 207,48 м із шириною основи 13,8 м і шириною зверху 4,8 м. Другий був з'єднаний з третім блоком і має 207,8 м у висоту, 15,6 м завширшки внизу і шириною вгорі 6,7 метра.
Вони були збудовані з використанням ковзаючої опалубки: круглу форму, в яку заливали бетон поступово підіймали створюючи безшовну серію концентричних бетонних кілець.
Висота залізобетонних димарів буда розрахована щоб уникнути втягування димових газів до турбулентності навколо будівлі станції та забезпечення мінімальної концентрації забруднення на рівні землі в районі міста.
Після припинення роботи електростанції в 2010 році було прийняте рішення залишити димарі як пам'ятку.